# Kleopatra III.
Kleopatra III. (grško starogrško Κλεοπάτρα, Kleopátra) je bila od leta 142 pr. n. št. do 101 pr. n. št. kraljica Starega Egipta, * okoli  161 pr. n. št., † 101 pr. n. št.
Ko je vladala z možem Ptolemajem VIII. in sinom Ptolemajem X., je bila znana kot Kleopatra Evergeta, ko je vladala s starejšim sinom Ptolemajem IX. pa kot Kleopatra Filometor Soteira. Po Strabonovem mnenju je bila med vladavino sina  Ptolemaja  X.  znana tudi kot Kleopatra Koke.

## Življenje

### Mladost
Kleopatrin stric Ptolemaj VIII. Everget je vladal skupaj z njenima staršema Kleopatro II. in Ptolemajem VI. od okoli 170 do 164 pr. n. št., potem pa ju je izgnal iz Egipta. Kmalu zatem so ga prisilili k odstopu. Kleopatrina starša sta se vrnila na egipčanski prestol in vladala skoraj dvajset let do leta 145 pr. n. št. V tem času so bili rojeni Kleopatra III., sestra  Ptolemaja Evpatorja Kleopatra Tea in morda Berenika.
Po smrti očeta Ptolemaja VI. zaradi poškodb po padcu s konja v bitki z Aleksandrom Balasom pri Oinoparasu, je egipčanski kralj ponovno postal Kleopatrin stric Ptolemaj VIII.

### Vladanje  z materjo in možem
Ptolemaj VIII. se je leta 145 pr. n. št. poročil z materjo Kleopatre III. Kleopatro II. in leta 139 pr. n. št. še s Kleopatro III. Kleopatra II. se mu je leta 132 pr. n. št. uprla in Kleopatra III. z možem je morala leta 130 pr. n. št.  pobegniti na Ciper. Leta 127 pr. n. št.so ji dovolili vrnitev v Aleksansrijo. Leta 124 pr. n. št. sta se Kleopatra III. in mož kot sovladarja pridružila Kleopatri II.

### Vladanje s sinovoma
Po smrti Ptolemaja VIII. leta 116 pr. n. št. je Kleopatra III. vladala skupaj z materjo Kleopatro II. in sinom Ptolemajem IX.
Leta 107 pr. n. št. je Ptolemaja IX. izgnala iz Aleksandrije in za sovladarja izbrala svojega drugega sina Ptolemaja X. Po šestih letih skupne vladavine jo je Ptolemaj X. leta 101 pr. n. št. umoril.

## Otroci
Kleopatra III. in Ptolemaj VIII. sta imela pet otrok:
- Ptolemaja IX., rojenega 143 pr. n. št.
- Trifeno, rojeno 141 pr. n. št., poročeno s sirijskim kraljem Antiohom VIII. Gripom
- Ptolemaja X., rojenega okoli 140 ali 139 pr. n. št., poročenega z nečaknjo Bereniko, hčerko Ptolemaja IX. in Kleopatre Selene
- Kleopatro IV., rojeno med 138 in 135 pr. n. št., poročeno z bratom Ptolemajem IX. in nato s sirijskim kraljem Antiohom IX. Kizenom
- Kleopatro Seleno, rojeno med 135 in 130 pr. n. št., poročeno z bratoma Ptolemajem IX. in Ptolemajem X. in nato s sirijskimi kralji Antiohom VIII. Gripom, Antiohom IX. Kizenom in  Antiohom X. Evzebom

## Vir
- Roth, Lea. (2007). Cleopatra°. Encyclopaedia Judaica. Ur. Michael Berenbaum in  Fred Skolnik. Detroit: Macmillan Reference USA. str. 754.

| Kleopatra III. Ptolemajska dinastijaRojen: okoli 160 – 155 pr. n. št. Umrl: 101 pr. n. št. | |                                                    |
| Vladarski nazivi                                                                           | |                                                    |
| Predhodnik: Ptolemaj VIII. Everget in Kleopatra II.                                        | Kraljica Egipta 142 pr. n. št. –131 pr. n. št. z Ptolemajem VIII. in Kleopatro II.                                | Naslednik: Kleopatra II.                           |
| Predhodnik: Kleopatra II.                                                                  | Kraljica Egipta 127 pr. n. št. –101 pr. n. št. z Ptolemajem VIII., Kleopatro II., Ptolemajem IX. in Ptolemalem X. | Naslednik: Ptolemaj X. Aleksander in Berenika III. |